# Facteur de forme (mécanique)
Pour les articles homonymes, voir Facteur de forme.
Le facteur de forme est un paramètre utilisé en mécanique des milieux continus. Pour certains essais mécaniques, l’influence de la forme d’une pièce chargée s’exprime numériquement par ce facteur. Le module de Young E en compression d’un matériau de faible module d'élasticité, tel un caoutchouc, dépend de sa forme. De ce fait, on utilise en pratique des éprouvettes normalisées pour déterminer un module.

## Présentation

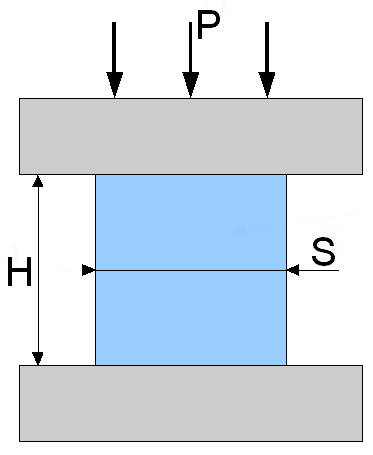
Schéma de la compression d’une éprouvette.

Pour un caoutchouc, l’effet du facteur forme est insignifiant en traction ou en cisaillement.
On considère par exemple deux éprouvettes en élastomère. Toutes choses égales par ailleurs (composition du mélange, hauteur et section, effort de compression, etc.), soumise à une même contrainte en compression, une éprouvette de section rectangulaire se déforme davantage qu’une éprouvette de section circulaire. Le rapport compression-déformation (module) varie donc avec la forme. Le fléchissement (écrasement) vertical de la pièce rectangulaire est supérieur à celui de la pièce cylindrique parce que la surface totale de ses parois (côtés) est supérieure à celle du cylindre. Plus la surface sujette au bombement horizontal (« effet tonneau ») est importante, plus le renflement est facile, et plus le fléchissement est intense.

## Définition
Soit une éprouvette de compression chargée (contrainte) sur des faces parallèles, dont les parois sont perpendiculaires aux faces chargées. Le facteur de forme, {\displaystyle \Phi }, est défini par le rapport de la section comprimée, S, à la surface latérale totale, Sl, libre de se bomber, de l’éprouvette non chargée :
{\displaystyle \Phi ={\frac {S}{S_{\text{l}}}}}.
- Ainsi, pour un cube, {\displaystyle \Phi } = 0,25.
- Pour un cylindre de diamètre d et de hauteur libre (avant application de la charge P) Hl, le facteur de forme est donné par la relation :

{\displaystyle \Phi ={\frac {\pi d^{2}}{4\pi dH_{\text{l}}}}={\frac {d}{4H_{\text{l}}}}}.

## Exemple d'application
Il n’existe pas d’équation mathématique rigoureuse reliant, pour une formule de mélange donnée, les modules en compression et les facteurs de forme. Une série de courbes empiriques a été établie par E.G. Kimmich de chez Goodyear Tire & Rubber (publiée dans une norme ASTM sous le titre « Compression du caoutchouc »). Cet abaque donne le module d'élasticité en compression E d’une éprouvette en fonction du facteur de forme {\displaystyle \Phi } et pour une gamme de duretés Shore A de l’élastomère vulcanisé. Les courbes du graphique montrent l’augmentation du module d’élasticité E avec le facteur de forme ainsi qu’avec la dureté.